# Isola di Jersey
Jersey è un'isola posta nel Canale della Manica che assieme alle altre isole del Canale rappresenta gli ultimi resti del ducato di Normandia e fa parte del Baliato di Jersey, una dipendenza della Corona britannica.

## Etimologia
Le isole del canale sono menzionate nell'Itinerario antonino con i nomi di Sarnia, Caesarea, Barsa, Silia e Andium ma Jersey non può essere identificata di preciso perché non vi sono corrispondenze con i nomi attuali. In passato fu usato il nome latino Caesarea o la versione francese Césarée sin dai tempi dell'opera Britannia del geografo William Camden (1586) e oggi è usato nei nomi di associazioni e istituzioni. Il nome latino fu anche dato alla colonia americana del New Jersey, come Nova Caesarea. Andium, Agna e Augia furono usati solo nell'antichità. Gli studiosi pensano che Jersey e Jèrri derivino da arð (norreno per terra) o jarl (contea) o forse dal nome di persona Geirr unito alla desinenza -ey che indica un'isola, come Guernsey o Surtsey. In questo caso il significato sarebbe Isola di Geirr.

## Geografia
L'isola di Jersey, la più grande fra le isole del Canale, si trova a 20 km dalla costa della Normandia. La Corrente del Golfo dona all'isola un clima mite. L'isola ha delle spiagge sabbiose e gode di più ore di sole all'anno di qualunque altro luogo dell'arcipelago britannico.
Jersey ha un'estensione di 118,2 chilometri quadrati, compresa la terra bonificata e la spiaggia. Si trova nella Manica, approssimativamente a 22,5 km (12 NM) dalla penisola di Cotentin in Normandia (Francia) e circa 161 km (100 mi) a sud della Gran Bretagna. È la più estesa e la più meridionale delle Isole del Canale.
Il clima è temperato con inverni miti ed estati fresche. Il terreno consiste in un altopiano declinante dalle lunghe baie sabbiose nel sud alle aspre scogliere nel nord, tagliato da valli che lo solcano, in genere, da nord a sud.

## Tradizioni
Ogni anno a Jersey si svolge la Battaglia dei Fiori, una manifestazione carnevalesca che comprende due cortei di carri rivestiti di fiori, in uso da più di cento anni .